# Fontanarejo
Fontanarejo es un municipio español de la provincia de Ciudad Real, en la comunidad autónoma de Castilla-La Mancha.
Forma parte de los dieciséis pueblos históricos que forman los llamados Montes de Toledo[cita requerida]. Se llamaba Hontanarejo de Arroba y Fontanarejo de los Naranjos más tarde, teniendo constancia de este pueblo al menos desde el siglo XVI. Según las Relaciones topográficas de Felipe II este pueblo lo fundaron en el siglo XV tres hermanos llamados: Martín, Aparicio y Pero Sánchez. Fue el primero que se pobló en el Campo de Arroba. En esa época tenía de anejo a Navas de Aceyte. Antes de la división provincial pertenecía a Toledo. Su iglesia está dedicada a los Santos Felipe y Santiago y en el siglo XVI tenía anejas las ermitas de San Marcos y San Esteban.

## Ubicación
Está situado a 647 m de altitud y en una posición muy similar a Navalpino, aunque más elevado, concretamente en la solana de sierra de Valdeja, en cuyo pie de monte meridional se extiende la depresión anticlinal de Arroba- Navalpino. Su población es de unos 300 habitantes.
No posee territorio dentro del parque nacional de Cabañeros, aunque se encuentra dentro de la ruta del Guadiana.

## Historia
Situado en el oeste de la provincia, existen algunos yacimientos de la Edad del Hierro y de la dominación romana[cita requerida] en su término. Su iglesia parroquial, dedicada a San Felipe y Santiago, es del siglo XV y posee cierto interés. Se han encontrado yacimientos de la Edad del Hierro y de época romana, así como restos árabes de Morro de Castillejo, que se encuentra en el Museo Provincial de Ciudad Real. Muestra, por tanto, una ocupación dilatada en tiempo.

## Arte
La iglesia parroquial, bajo la advocación de San Felipe y Santiago, está ubicada en la parte más elevada del pueblo. Su interior lo conforma una sola nave con arcos ligeramente apuntados que se apoyan en soportes laterales o contrafuertes. El edificio alcanza mucha más altura en el ábside, que está separado de la nave longitudinal por un gran arco más apuntado. La cubierta es a dos aguas con listones de madera que pudieran ser parte de la techumbre original. Según comentarios de los habitantes del pueblo, durante la guerra la techumbre se quedó destruida. Construida en mampostería con refuerzos angulares de ladrillo. El exterior de la iglesia es de ladrillo y piedra irregular de sillarejo y verdugas de ladrillo. A la iglesia se accede a través de un arco de herradura en alfiz, ante el cual se erige un pórtico con arco de medio punto, posiblemente posterior a la construcción de la iglesia. Por los aspectos estilísticos tratados, podemos datar el edificio a finales del siglo XIV o principio del siglo XV.
Tiene una interesante Custodia que es sacada en procesión el día del Corpus Christi, quedando oculta el resto del año, debido a que los vecinos vieron peligrar su posesión al ser llevada a la Exposición Iberoamericana de Sevilla de 1929. Esta Custodia es atribuida por unos a Alonso de Ávila o a la Escuela de Enrique de Arfe por otros, labrada en plata, tiene la forma propia de las obras del renacimiento de templete romano, en este caso de dos cuerpos rodeados de columnas con figuras humanas y capiteles corintios y sobre cada uno de los cuales reposan sentados unos ángeles, alrededor de cada cuerpo cuelgan seis campanillas, siendo de color dorado las del cuerpo superior. En la base medallones en los que aparecen representados los cuatro evangelistas y coronando la obra la cruz sobre el calvario.
La patrona del pueblo, la Virgen de la Asunción, celebra su fiesta el 15 de agosto.
En las proximidades se encuentran los yacimientos de Morro del Castillo- El Castillejo- donde han aparecido restos de tumbas, cerámica, etc, tanto neolíticas, ibéricas, romanas[cita requerida] y Árabes[cita requerida], y El Tarral de los Empredados, con restos de la Edad de Hierro y de la época romana.
Fontanarejo es uno de los pueblos de la Mancomunidad de Cabañeros que posee uno de los cascos urbanos más representativos de la arquitectura de Cabañeros.

## Demografía
Fontanarejo cuenta con una población de 233 habitantes (INE 2024).
| Gráfica de evolución demográfica de Fontanarejo entre 1842 y 2021 |
| |
| Población de derecho según los censos de población del INE Población de hecho según los censos de población del INEEn este censo se denominaba Fontanarejo de los Naranjos: 1860 |

## Administración
| Periodo   | Nombre                    | Partido                           |
| --------- | ------------------------- | --------------------------------- |
| 1979-1983 | Eloy Muñoz Martín         | Partido Socialista Obrero Español |
| 1983-1987 | Francisco Muñoz Romero    | Alianza Popular                   |
| 1987-1991 | Isidoro Arias Honrado     | Partido Popular                   |
| 1991-1995 | Carlos Corella Anaya      | Partido Socialista Obrero Español |
| 1995-1999 | Inocente Pérez Rodríguez  | Partido Popular                   |
| 1999-2003 | Inocente Pérez Rodríguez  | Partido Popular                   |
| 2003-2007 | Aurora Fernández Arcos    | Partido Popular                   |
| 2007-2011 | Abrahám Martín Pavón      | Partido Socialista Obrero Español |
| 2011-2015 | Natividad González Víctor | Partido Socialista Obrero Español |
| 2015-2019 | Fernando Fernández Pavón  | Partido Socialista Obrero Español |
| 2019-2023 | Juliana Alcaide Muñoz     | Partido Popular                   |
| 2023-act. | Eloy Pavón Pérez          | Partido Popular                   |

### Evolución de la deuda viva
El concepto de deuda viva contempla solo las deudas con cajas y bancos relativas a créditos financieros, valores de renta fija y préstamos o créditos transferidos a terceros, excluyéndose, por tanto, la deuda comercial.
| Gráfica de evolución de la deuda viva del ayuntamiento entre 2008 y 2014                             |
| |
| Deuda viva del ayuntamiento en miles de Euros según datos del Ministerio de Hacienda y Ad. Públicas. |

La deuda viva municipal por habitante en 2014 ascendía a 269,33 €.